# Kropp & själ
Kropp & själ är ett radioprogram som sänds i Sveriges radios kanal P1. Ulrika Hjalmarson Neideman är programledare och programmet produceras av produktionsbolaget Filt.